# Борзова, Елена Николаевна
Еле́на Никола́евна Борзо́ва (род. 23 октября 1956, Москва, СССР) — советская и российская актриса. Лауреат Государственной премии СССР (1984).

## Биография
В 1979 году окончила Школу-студию МХАТ и стала играть в Новом драматическом театре. В 1994—1996 гг. — актриса Драматического театра имени К. С. Станиславского. С 1996 года актриса МХАТ имени М. Горького.
В кино дебютировала в 1973 году в возрасте 17 лет, сыграв роль девушки Тони в фильме «Письмо из юности».
С 1996 года занималась закадровым озвучиванием зарубежных фильмов на НТВ, ТВ Центр и т. д.
С 2001 года ведёт преподавательскую деятельность: Елена Борзова — педагог по сценической речи в Международном Славянском институте им. Г. Р. Державина, также она преподаёт в Московском институте телевидения и радиовещания «Останкино» и в Московском университете МВД России.
Член Союза театральных деятелей Российской Федерации с 1980 года, Союза кинематографистов России с 1989 года.
Муж — Николай Зиновьев (1945—2018) — поэт, автор текстов более двухсот песен. У актрисы есть два сына от предыдущих браков.

## Общественная позиция
Елена Борзова поддержала военное вторжение России на Украину. Посетила Главный военный клинический госпиталь имени Н.Н.Бурденко (филиал № 3) в Балашихе с благотворительной акцией .

## Избранная фильмография
- 1973 — Письмо из юности — Тоня
- 1975 — Мальчик и лось — Невеста
- 1977 — Позови меня в даль светлую — Оля, дочь Николая Веселова
- 1978 — Искушение — Наташа
- 1980 — Лес — Аксинья
- 1981 — Полесская хроника. Люди на болоте — Ганна
- 1982 — Полесская хроника. Дыхание грозы — Ганна
- 1983 — Я, сын трудового народа — Люба
- 1984 — За ночью день идёт — Оксана
- 1984 — Лучшие годы — Инна
- 1985 — Мужские тревоги — Надежда
- 1985 — Осторожно — Василёк! — мать Василька
- 1986 — Где ваш сын? — Вера Андреевна
- 1987 — Николай Подвойский — Нина Дидрикиль-Подвойская
- 1988 — Передай дальше… — Клавдия Чобот (Цветкова)
- 1988 — Голубая роза — Любовь Гощинская
- 1989 — Опалённые Кандагаром — Валентина
- 1989 — Транти-Ванти — мама
- 1989 — Хочу сделать признание — Галя
- 1990 — Дамский портной — Настя
- 1990 — Коррупция — Елена Качалина
- 1990 — Овраги — Клава Платонова
- 1990 — Убийца — Наталья Смирнова
- 1991 — Клан — Ольга
- 1991 — Круиз, или Разводное путешествие — Капустина
- 1991 — Не будите спящую собаку — Лена
- 1991 — Грех — Нина Чеботарь
- 1992 — Оплачено заранее — Мария
- 1992 — Паутина — Зина
- 1992 — То, что важнее всего
- 1993 — Кодекс молчания 2: След чёрной рыбы — Анна Мурадова
- 1994 — Шляхтич Завальня, или Беларусь в фантастических рассказах — Белая Сорока
- 1996 — Короли российского сыска — Жена Кошко
- 2002 — Next 2 — официантка
- 2003 — Ангел на дорогах — диспетчер
- 2003 — Евлампия Романова: Маникюр для покойника — Наташа
- 2005 — Горыныч и Виктория
- 2005—2007 — Обречённая стать звездой — Клеопатра
- 2006 — Невеста — мать Саши
- 2007 — Точка возврата — Серафима
- 2008 — Взрослые игры — мать Виктории и Екатерины Ложкиных
- 2008 — Ранетки — Людмила Фёдоровна Борзова, завуч
- 2009 — Последний кордон — Елена Николаевна
- 2010 — Обручальное кольцо — Алина Славская, певица
- 2011 — Лжесвидетельница — Нина Николаевна Самарина, мать Сергея
- 2011 — Последний кордон. Продолжение — Елена Николаевна, мама Ирины
- 2019 — Неделя до жизни — Вера Михайловна
- 2021 — Склифосовский 8 — Мария, мама Филиппа

## Награды
- Медаль «За труды в культуре и искусстве» (14 сентября 2022 года) — за большой вклад в развитие отечественной культуры и искусства, многолетнюю плодотворную деятельность[3].
- Лауреат Государственной премии СССР (1 ноября 1984 года)[4] за роль Ганны в картине «Люди на болоте».
- За неоспоримый вклад в искусство РФ, избрана почетным академиком «Национальной гуманитарной академии»[5][6]